# Johann Heinrich Füssli
Johann Heinrich Füssli (ur. 7 lutego 1741 w Zurychu, zm. 16 kwietnia 1825 w Putney, obecnie dzielnica Londynu) – szwajcarski malarz, rysownik, teoretyk sztuki i poeta, tworzący głównie w Wielkiej Brytanii, znany tamże jako John Henry Fuseli.

## Życie
Kształcił się w Zurychu i Berlinie. Odbywał liczne podróże, m.in. do Anglii (1764) i do Rzymu (1770-1778), gdzie studiował. Od 1799 na stałe w Londynie, prowadząc tamże działalność pedagogiczną i publicystyczną. Od 1800 w Royal Academy of Arts.

## Twórczość

### Tematyka
Jego obrazy przepojone są atmosferą grozy, tajemniczości i niepewności, umieszczał na nich liczne motywy fantastyczne. Często czerpał z wątków tematycznych utworów takich pisarzy jak: Homer, Dante Alighieri czy Szekspir oraz John Milton. W swej twórczości łączył elementy późnego baroku z elementami neoklasycystycznymi i romantycznymi.

### Wybrane dzieła
| nr | tytuł                                                          | czas powstania                                                 | technika i wymiary                                             | miejsce przechowywania                                         | ilustracja                                                     |
| 1. | Nocna mara (Koszmar)                                           | 1781                                                           | olej na płótnie, 101,6 × 126,7 cm                              | Institute of Arts, Detroit                                     |                                                                |
| 2. | Płomienna Lady Makbet                                          | 1784                                                           | olej na płótnie, 221 × 160 cm                                  | Luwr, Paryż                                                    |                                                                |
| 3. | Koszmar                                                        | 1790/91                                                        | olej na płótnie                                                | Muzeum Goethego, Frankfurt nad Menem                           |                                                                |
| 4. | Tytania i Spodek                                               | 1793/94                                                        | olej na płótnie, 169 × 135 cm                                  | Kunsthaus Zürich                                               |                                                                |
| 5. | cykl 47 obrazów ilustrujących Raj utracony Miltona (1791–1801) | cykl 47 obrazów ilustrujących Raj utracony Miltona (1791–1801) | cykl 47 obrazów ilustrujących Raj utracony Miltona (1791–1801) | cykl 47 obrazów ilustrujących Raj utracony Miltona (1791–1801) | cykl 47 obrazów ilustrujących Raj utracony Miltona (1791–1801) |
|    | Stworzenie Ewy                                                 | 1793                                                           | olej na płótnie, 307 × 207 cm                                  | Kunsthalle, Hamburg                                            |                                                                |
| 6. | Cisza                                                          | 1799–1801                                                      | olej na płótnie, 63,5 × 51,5 cm                                | Kunsthaus, Zurych                                              |                                                                |

### Pisarz
Füssli zajmował się również teorią sztuki oraz tłumaczeniem na język angielski dzieł głównie autorstwa J.J. Winckelmanna. Jest poza tym autorem m.in. Lectures on Painting (1801).